# Астрономічна обсерваторія Кіто
Астрономічна обсерваторія Кіто (ісп. Observatorio Astronómico de Quito) — дослідницький інститут Національної політехнічної школи в Кіто, столиці Еквадору. Розташована в 12 кутових мінутах на південь від екватора в історичному центрі Кіто. Основними галузями досліджень обсерваторії є астрономія та фізика атмосфери. Обсерваторія була заснована в 1873 році та є однією з найстаріших в Південнії Америці.

## Історія

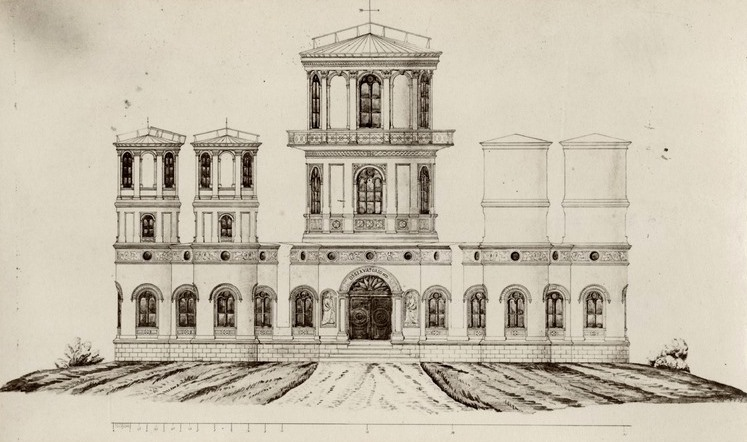
Архітектурна візуалізація астрономічної обсерваторії Кіто, художник Людвіг Дрессель (1873).

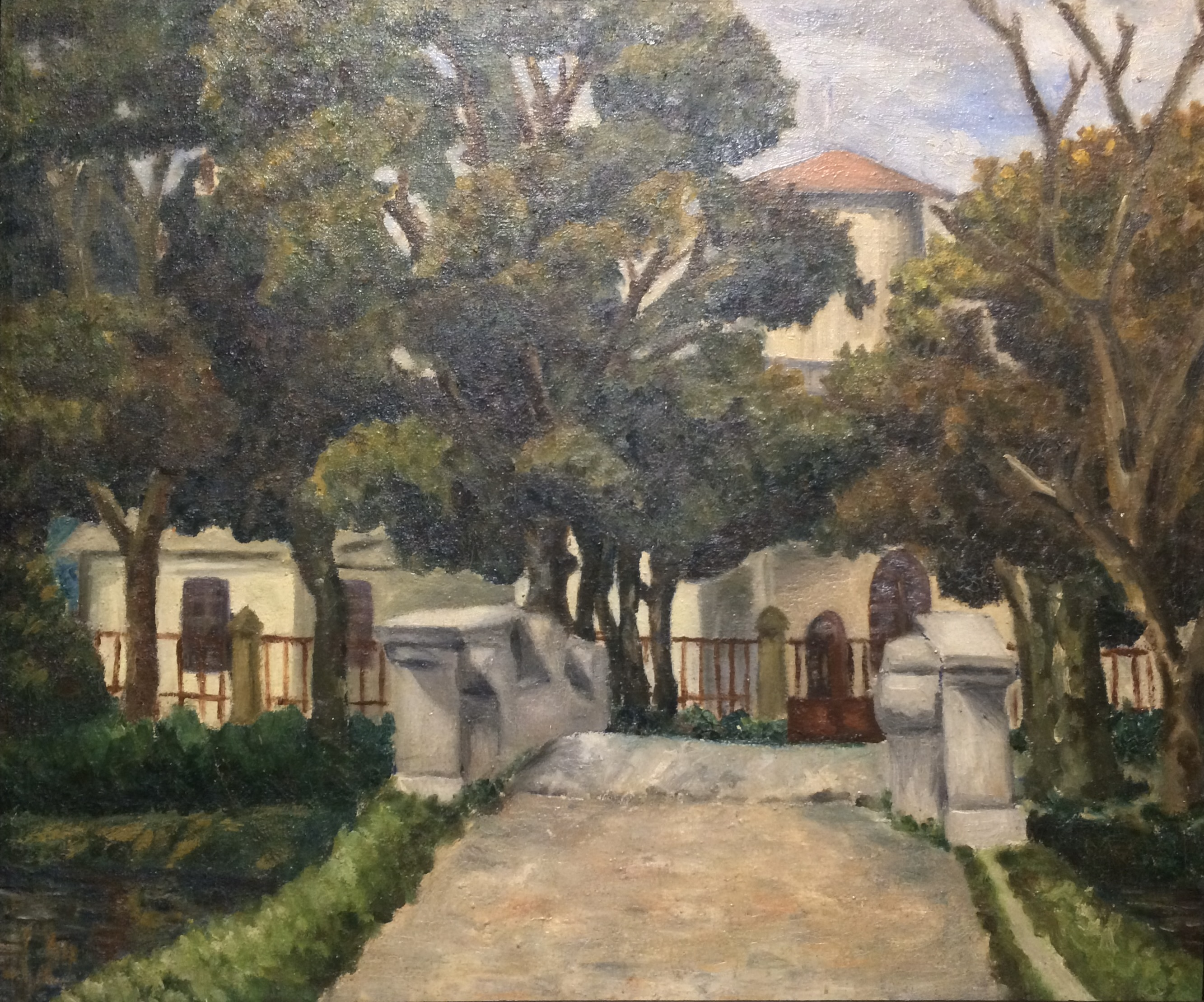
«Аламеда з астрономічною обсерваторією Кіто» (бл. 1940), Педро Леон Доносо. Національний музей Еквадору, Кіто.

Астрономічна обсерваторія Кіто була заснована в 1873 році під час президентства Габріеля Гарсіа Морено, який повністю підтримував ідею її будівництва та докладав усіх зусиль, щоб забезпечити її найякіснішим обладнанням, зробивши однією з найкращих обсерваторій Латинської Америки. У той час будівля була розташована на околиці Кіто, в районі Ла-Аламеда, який тоді часто відвідували пастухи та їхні отари, і який тепер став парком навколо обсерваторії.
Першим директором був Хуан Баутіста Ментен, який керував будівництвом, спланувавши обсерваторію за зразком Боннської обсерваторії в Німеччині. Будівлю було завершено в 1878 році. У ній міститься одна з найважливіших колекцій наукових інструментів дев'ятнадцятого століття, зокрема телескоп-рефрактор і меридіанний круг. 24-сантиметровий Екваторіальний телескоп Мерца є найважливішим інструментом обсерваторії. Він був виготовлений у 1875 році в Мюнхені в Німеччині та встановлений на екваторіальному монтуванні.
За свою історію обсерваторія зробила внесок у декілька галузей науки: метеорологію, сейсмологію, геофізику і, звичайно, астрономію. Так, у 1891 році була введена в дію метеорологічна станція, яка регулярно відстежувала зміни клімату. На початку XX століття обсерваторія була центром діяльності Другої французької геодезичної місії, метою якої були геодезичні вимірювання. У цей же час в обсерваторії встановили перші в Еквадорі сейсмографи. В середині 1960-х років обсерваторія за допомогою власних інструментів активно долучилась до створення зоряних каталогів.
У 1963 році уряд Еквадору передав обсерваторію в підпорядкування Національній політехнічній школі.
У 2009 році обсерваторію повністю відреставрували.

## Директори

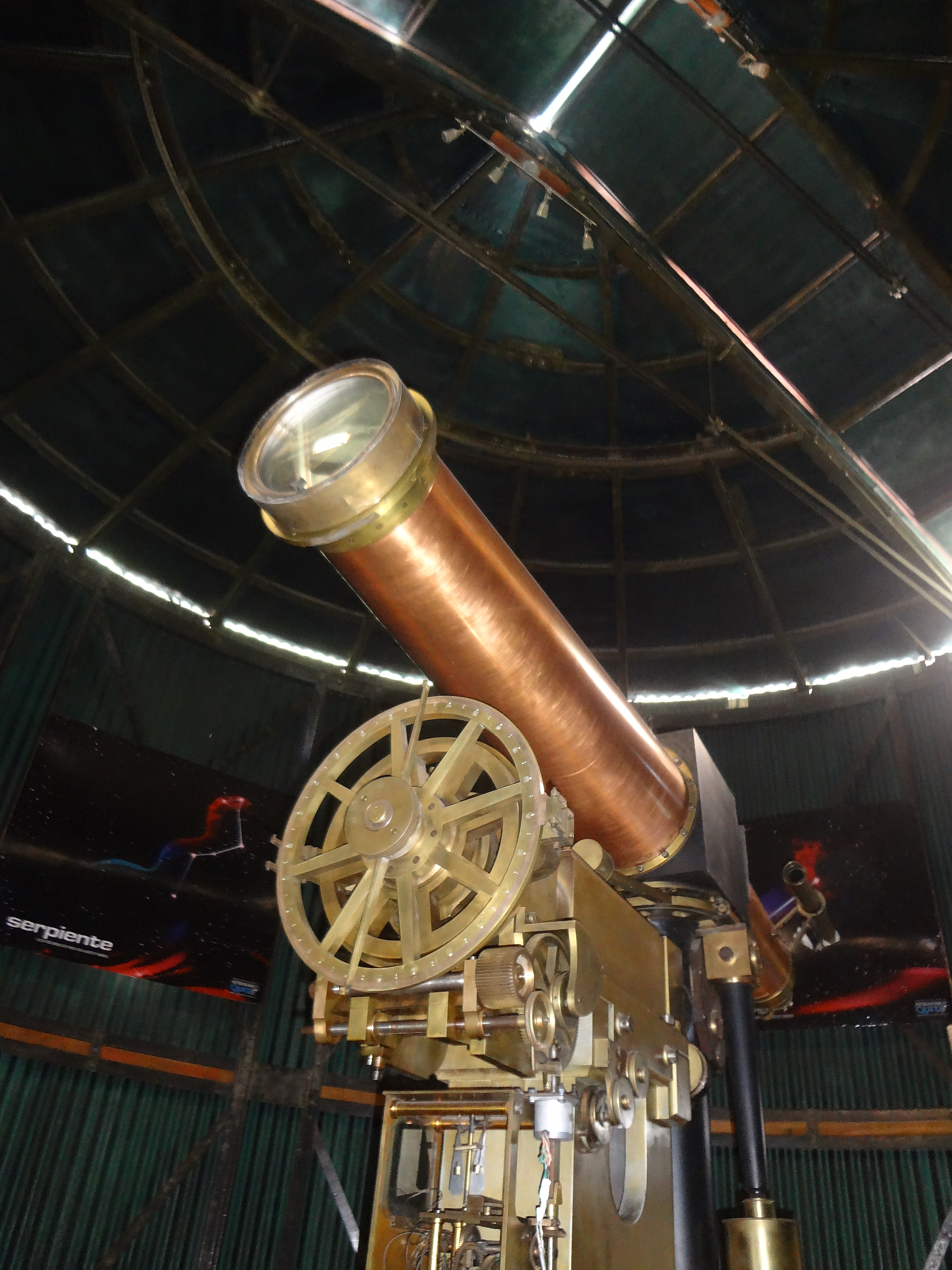
24-сантиметровий телескоп-рефрактор 1875 року фірми «Георг Мерц і сини».

З моменту створення Астрономічною обсерваторією Кіто керували такі науковці:
- Хуан Баутіста Ментен (1870—1883)
- Хуан Алехандрино Веласко (1883—1885)
- Гільєрмо Вікманн (1887—1895)
- Гуальберто Перес (1895)
- Аугусто Ніколас Мартінес Ольгін (1895—1900)
- Франциско Гоннессіат (1900—1905)
- Філіппе Лагрула (1906—1907)
- Луїс Гонсало Туфіньо (1912—1928)
- Луїс Едуардо Мена (1928—1929, 1934, 1935, 1948—1973)
- Ніколас Гіллєрмо Мартінес Ольгін (1929—1934)
- Хуан Одерматт (1935—1948)
- Вісенте Лауро Гомес (1951—1952)
- Альфредо Шмітт (1955—1958)
- Хорхе Егред Перес (1934, 1959)
- Уго Давіла Суарес (1973—1986)
- Валентин Юрович (1987—1992)
- Еріксон Лопес Ісурієрта (від 1996)

## Діяльність
Обсерваторія проводить наукові дослідження, зокрема, в галузях космології, галактичної астрономії, фізики атмосфери. Також проводяться спостереження неба за допомогою трьох телескопів діаметрами 8, 12 і 16 дюймів, а також екваторіального телескопа Мерца в головному куполі обсерваторії.
Обсерваторія проводить екскурсії по своїй території, пропонує відвідувачам спостереження нічного неба в телескоп, веде астрономічні курси. На території обсерваторії працюють бібліотека й музей. Музей розповідає про історію наукових інструментів, які використовували перші астрономи обсерваторії. Астрономічна обсерваторія Кіто є значною науковою й туристичною пам'яткою.

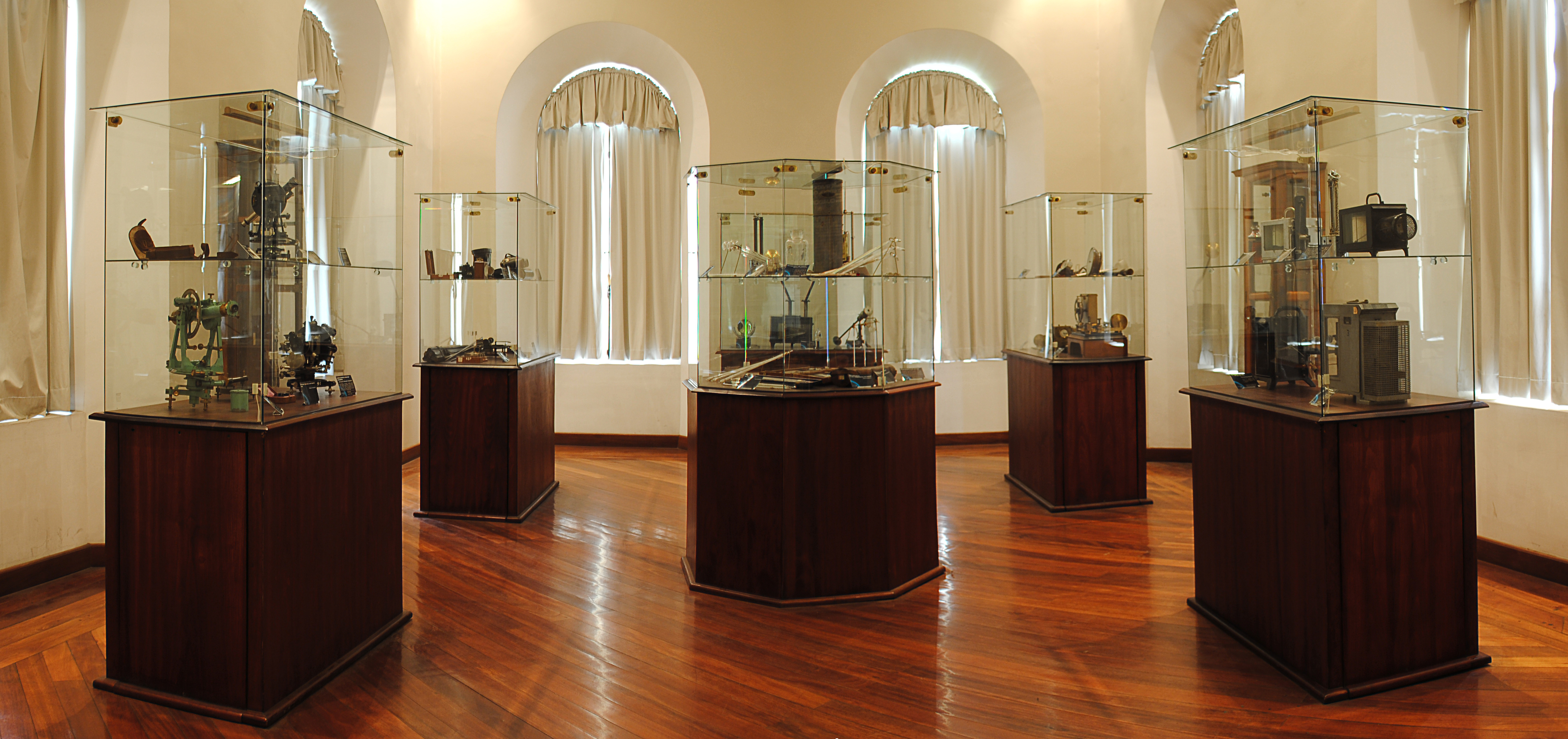
Кабінет метеорології
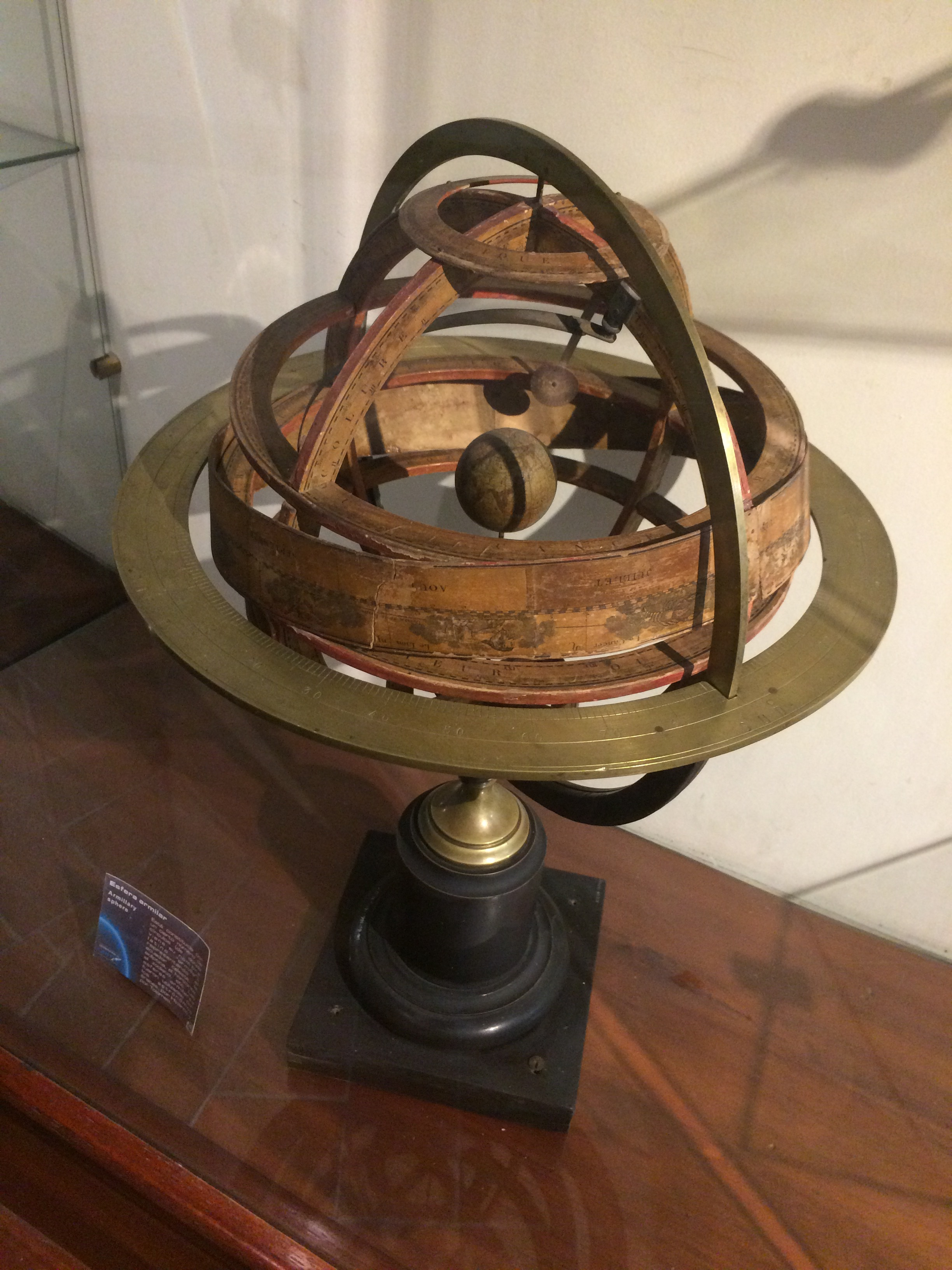
Армілярна сфера XIX ст.
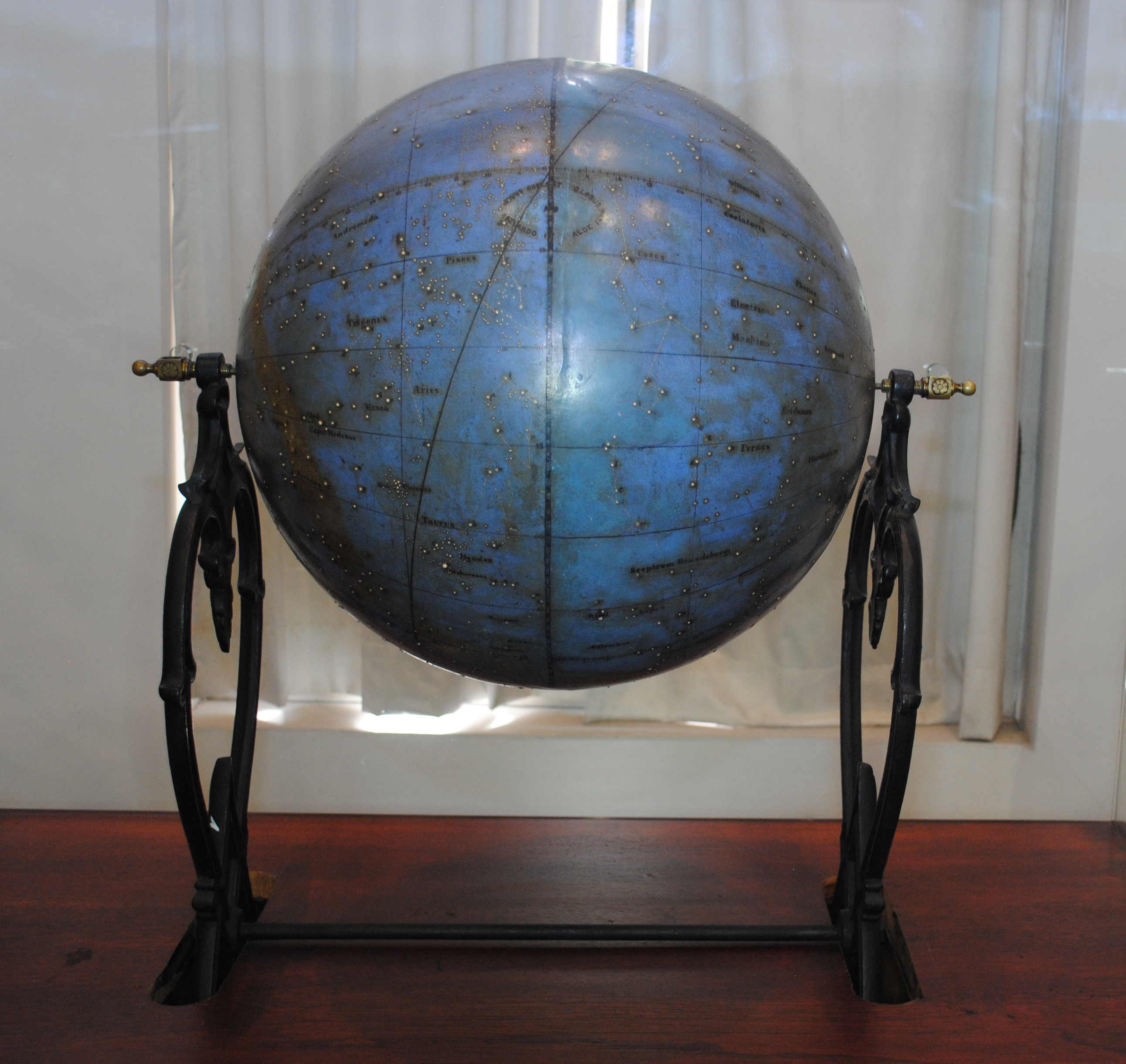
Небесна куля (1896)
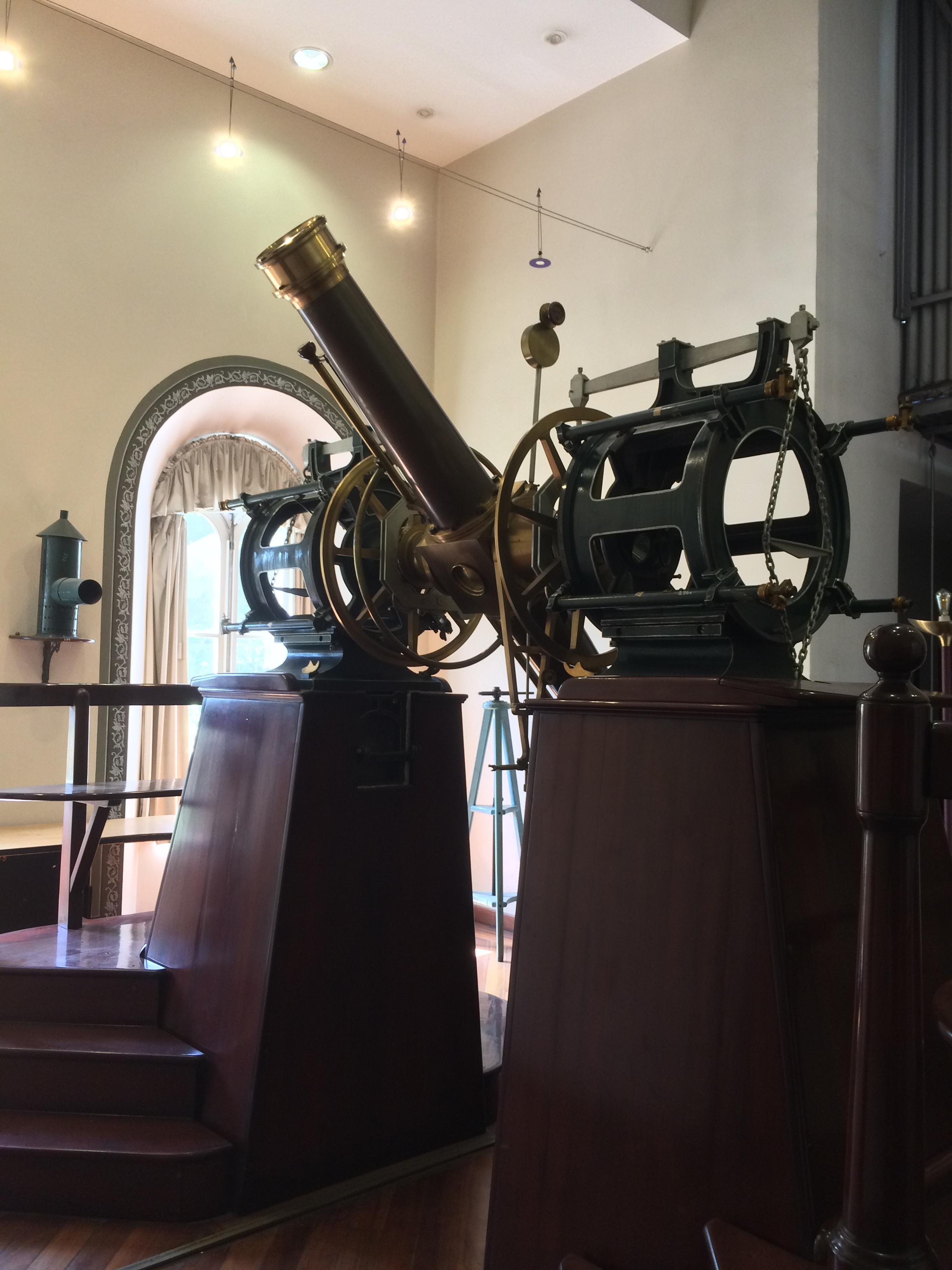
Меридіанний круг Репсольда (1889)
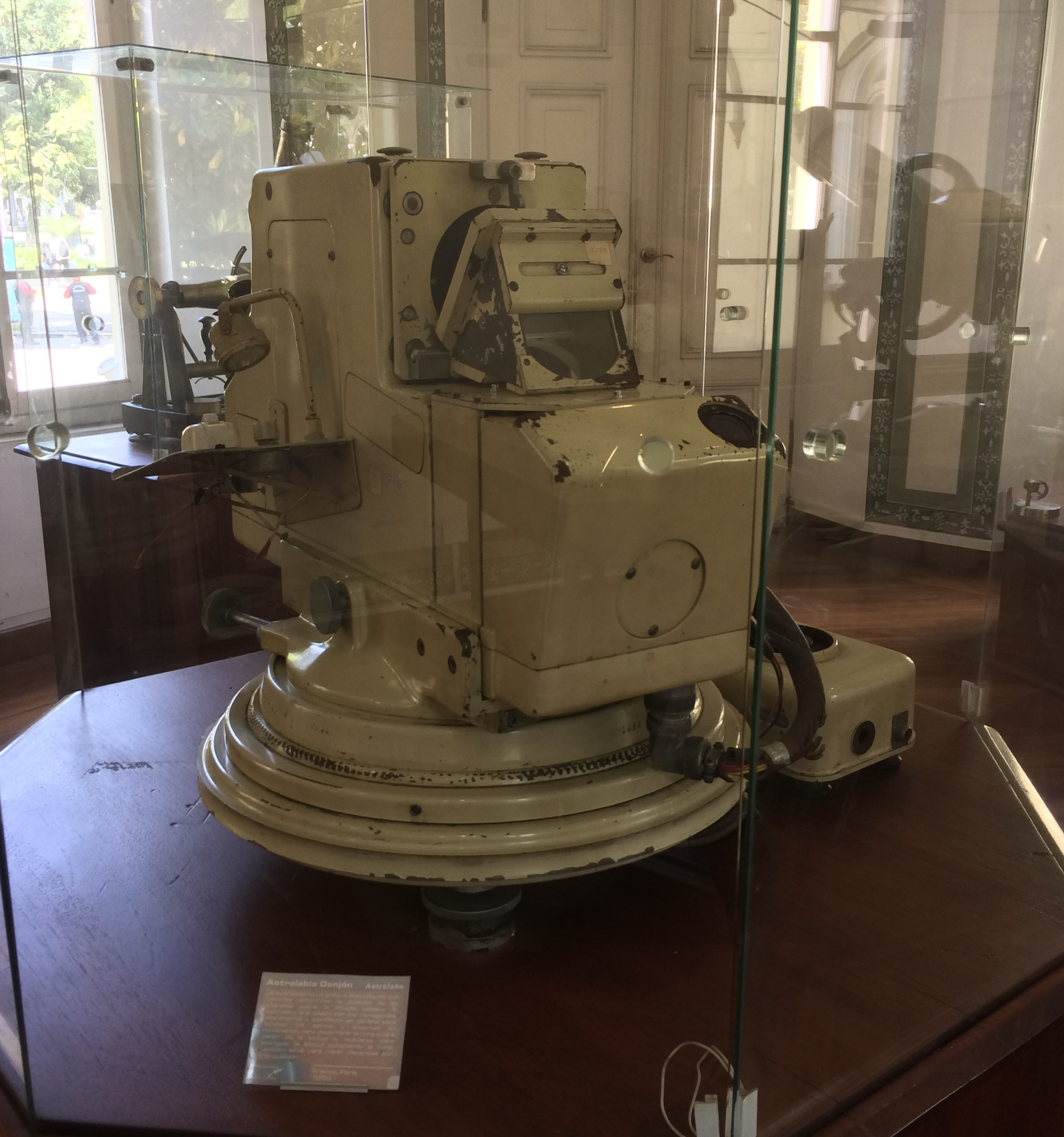
Астролябія Данжона (1956)
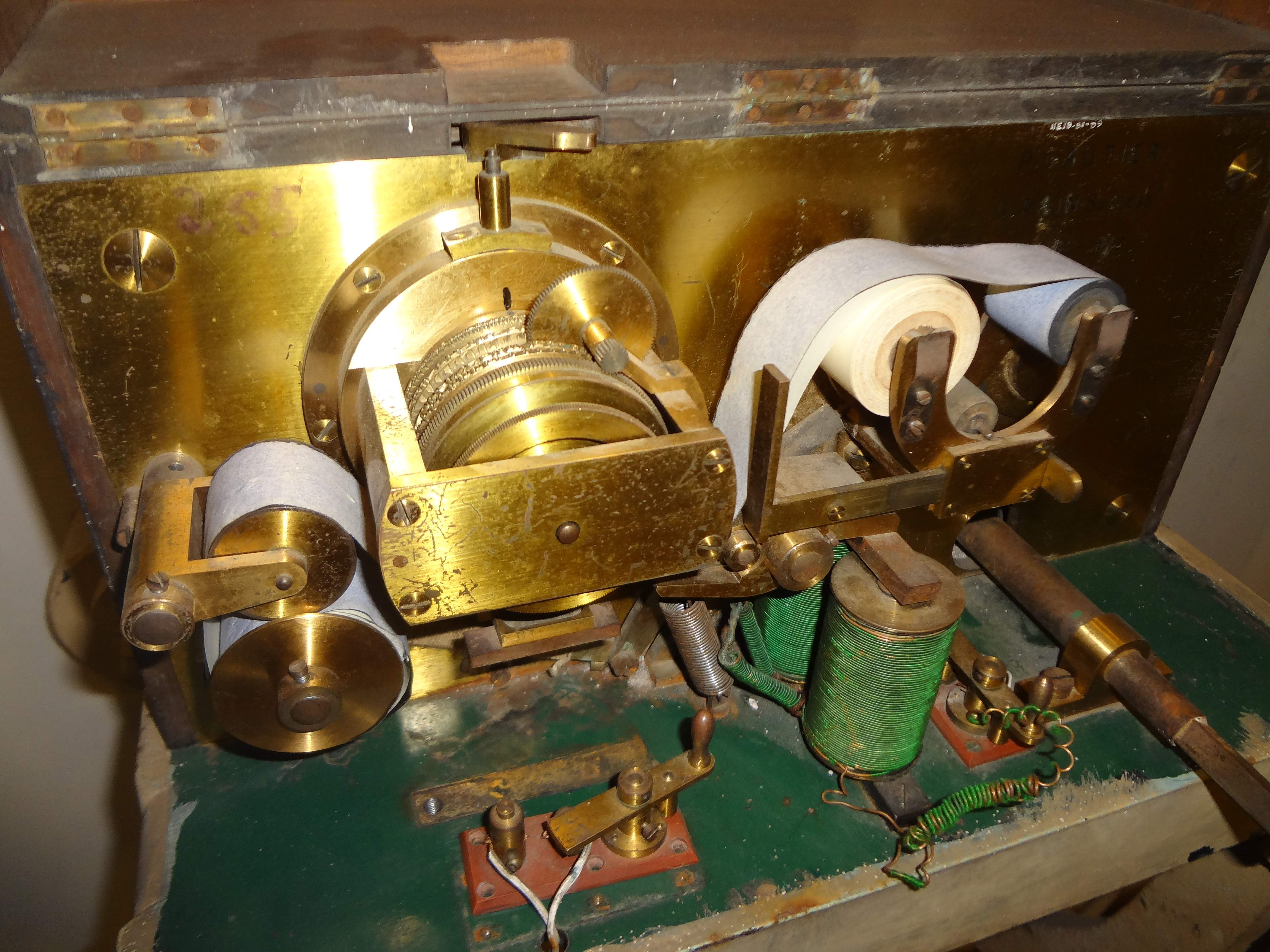
Хронограф Готьє (1913)
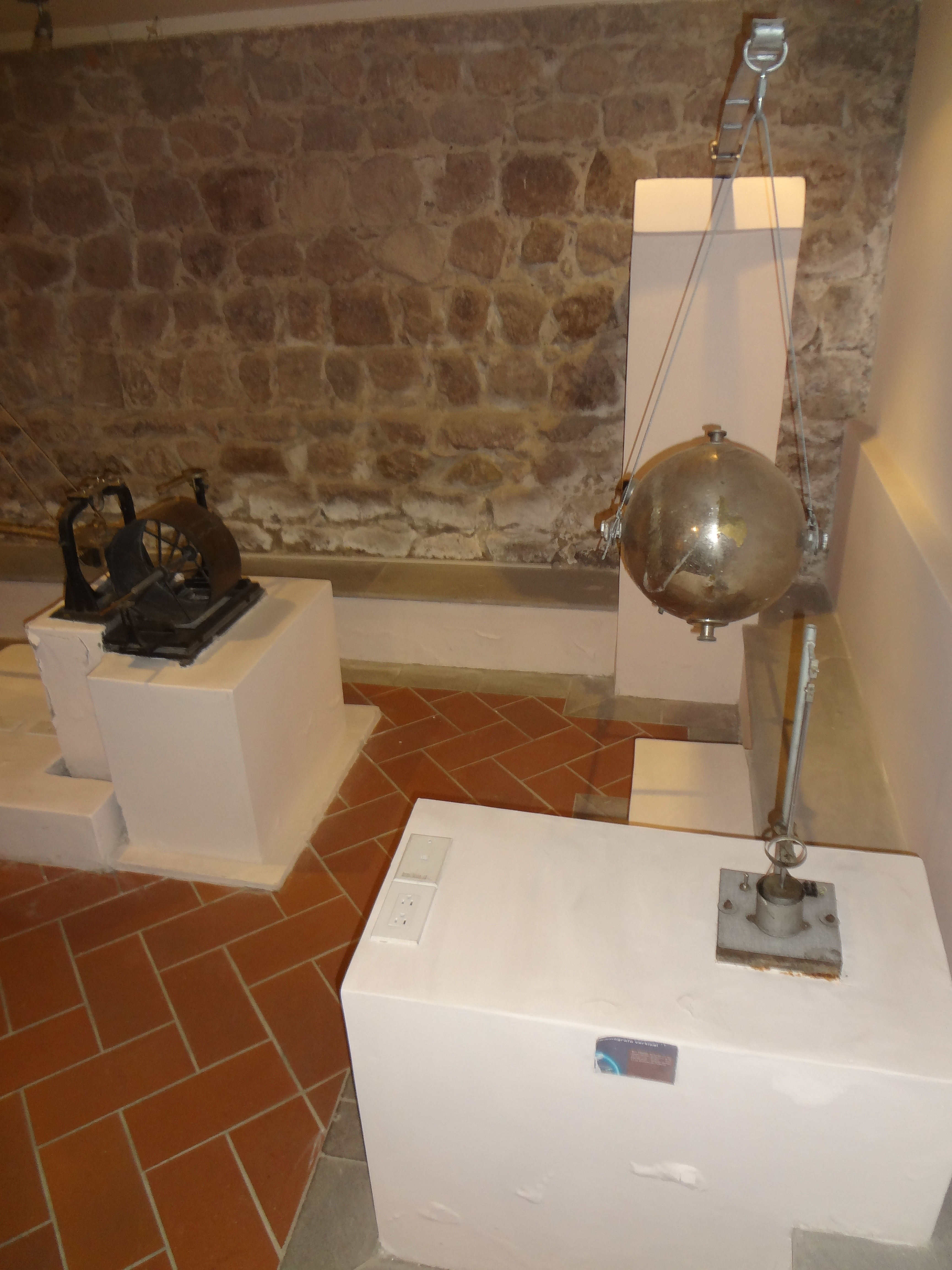
Старий сейсмограф